# Rudersport (DDR-Zeitschrift)
Rudersport war die Verbandszeitschrift des Deutschen Ruder-Sport-Verbandes (DRSV) im „Deutschen Turn- und Sportbund“ der DDR.

## Beschreibung
Ihre erste Nummer erschien im Januar 1954. Das Blatt wurzelt in der Zeitschrift „Wassersport. Zeitschrift für Wassersport der Deutschen Demokratischen Republik“, die von den Sektionen Rudern, Kanu, Segeln und der FDJ gemeinsam herausgegeben wurde, zwischen Januar 1952 und April 1953 monatlich in Berlin erschien und für alle drei Sportsparten gleichermaßen schrieb. 1954 spaltete sich diese Zeitschrift in die drei Spartenzeitschriften „Der Segelsport“, „Der Kanusport“ und die zunächst „Skull und Riemen“ genannte Ruderzeitschrift auf. Im Januar 1962 wurde die Zeitschrift in „Der deutsche Rudersport“ umbenannt, im Mai 1974 in „Rudersport der DDR“. Von April 1984 bis zur Einstellung im September 1990 hieß sie nur noch „Rudersport“.
Der Untertitel von „Rudersport“ wechselte mit den Jahren: bis Dezember 1961 „Organ des Deutschen Ruder-Sport-Verbandes im DTSB“, von Januar 1962 bis ca. Dezember 1967 „Mitteilungsblatt des Deutschen Ruder-Sport-Verbandes im DTSB“, von ca. Januar 1968 bis ca. Dezember 1971 „Mitteilungsblatt des Deutschen Ruder-Sport-Verbandes der DDR“, von ca. Januar 1972 bis zur letzten Nummer vom September 1990 „Organ des Deutschen Ruder-Sport-Verbandes der DDR“.
Auch die Zählung der Jahrgänge zeigt Brüche: wurden noch bis 1968 die Jahrgänge korrekt verzeichnet (1968 = 15. Jahrgang), trägt das Jahr 1969 die Zählung „10. Jahrgang“, 1970 „11. Jahrgang“, 1971 gar „12. (17.) Jahrgang“, was fälschlich auf ein Ersterscheinen im Jahre 1955 bzw. 1960 hindeuten würde. Diese Zählweise zieht sich bis 19. (24.) Jahrgang 1978 hin, um 1979 zum 25. Jahrgang zu werden. In den folgenden Jahren scheint man sogar die Umstellung am Jahreswechsel versäumt zu haben: das Januarheft 1980 trägt ebenfalls die Zählung „25. Jahrgang“, der Fehler wurde erst bei der Februarausgabe berichtigt. Ab da läuft der Rest des Jahres 1980 und das ganze Jahr 1981 als 26. Jahrgang. 1982 galt als 27. Jahrgang, 1983 ebenso wie 1984 als 28. Jahrgang. 1985 (29. Jahrgang) und 1986 (30. Jahrgang) stellte man die Jahrgangsnummer korrekt ab Januar um. In den letzten Jahren des Erscheinens wird die Jahrgangszählung immer unzuverlässiger: 1987 gelten Januar- und Februarheft noch als 30. Jahrgang, ab März als 31. Jahrgang. 1988 galt das Januarheft noch als 31. Jahrgang, die Hefte ab Februar als 32. Jahrgang. 1989 galt das Januarheft als 33. Jahrgang, das Februarheft als 31. Jahrgang, März- und Aprilheft als 32. Jahrgang, Mai bis Dezember wieder als 33. Jahrgang. Der letzte Jahrgang 1990 wird als 34. Jahrgang bezeichnet (obwohl es die Zeitschrift schon 37 Jahre gab).
Die nachlässige Zählweise erschwert die Recherche in Bibliotheken: das Jahr 1987 z. B. wird vielfach als „30. [vielm. 31.] Jahrgang“ geführt. Eindeutig sind nur die Jahrgangszahlen bis 1979.
Verlagsort war Berlin (Ost). Die Ausgaben zwischen Januar 1963 und Februar 1968 hatten A5-Format, sonst blieb die Zeitschrift in wechselnder Seitenanzahl bei A4. Die Abonnentenzahl hat nie 2500 überstiegen. Offenbar war die Resonanz unter Ruderern nicht sehr groß, wie mehrfache Klagen der Redaktion über mangelnde Zusendung von Manuskripten andeuten.
Die Verantwortlichen Redakteure wechselten öfter. 1960/61 war Adalbert Krüger Verantwortlicher Redakteur, vom Ende der 60er Jahre bis April 1984 war es Werner Gast, zwischen April 1984 und August 1986 übernahm Jürgen Kapsch den Posten, von September 1986 bis zur Einstellung im September 1990 hatte Volkmar Russek den Posten inne.
Der Schwerpunkt der Berichterstattung von „Rudersport“ lag neben politischen Appellen bei Wettkampfberichten und -tabellen. In kleinem Umfang erschienen auch Berichte von Wanderruderern, vorrangig von Elbe, Unstrut und Saale, dazu von der Mecklenburgischen Seenplatte und den Brandenburger Wasserstraßen. In den 70er und 80er Jahren wurden auch Fahrtberichte von Donau und Theiß (Slowakei/Ungarn) sowie von polnischen Gewässern veröffentlicht. Die Beschreibungen von G. Blasberg und Manfred Wolff, Dr. Heinz Kinzelmann, Dr. Hans-Peter Kozerski, Wolfgang Kussatz und Heinz Ulbricht bildeten die Basis für viele Wanderfahrten nachfolgender Ruderer. Eine Auflistung wichtiger, zwischen 1970 und 1984 gedruckter Fahrtberichte findet sich in „Rudersport“ 10/1985, S. 8 f. Eine vergleichbare Bibliographie für die zwischen 1985 und 1990 erschienen Fahrtberichte wurde nicht mehr erstellt.
Die Zeitschrift erschien letztmals im September 1990, noch vor der Selbstauflösung des DRSV am 8. Dezember 1990 und dem Beitritt der ostdeutschen Rudervereine und -abteilungen zum Deutschen Ruderverband am 1. Januar 1991. Nachfolger wurde das Verbandsmagazin des Deutschen Ruderverbandes „Rudersport“.